# Chain of Fools (canção)
"Chain of Fools" é uma canção gravada pela artista musical norte-americana Aretha Franklin, a "Rainha do Soul" presente em seu décimo segundo álbum de estúdio, Lady Soul (1968). Foi composta por Don Covay, enquanto sua produção ficou à cargo de Jerry Wexler. Lançada através da gravadora Atlantic Records em novembro de 1967, a canção se tornou um dos grandes sucessos da cantora, senda uma faixa sempre presente em muitas coletâneas posteriores.

## História
A canção foi encomendada pelo produtor da Atlantic Records Jerry Wexler para fazer parte do repertório do cantor de soul Otis Redding. Don Covay, então, gravou uma demo da canção que ele havia composto em sua juventude, enquanto cantava gospel com suas irmãs. Após ouvir a canção, Wexler decidiu adicioná-la ao repertório de Aretha, que tornou a canção em um clássico da música popular..